# Abakan (fiume)
L'Abakan, Bol'šoj Abakan (in russo Абакан, Большой Абакан?) è un fiume della Russia siberiana meridionale (Repubblica Autonoma della Chakasija), affluente di sinistra dello Enisej.

## Descrizione
Nasce dai monti Saiani prendendo direzione mediamente nordorientale, drenando una valle compresa fra i Saiani e il Kuzbass. Sfocia nello Enisej a 2 887 km dalla foce, in prossimità della città omonima, capitale della Repubblica Autonoma della Chakasija, vicino alle rive meridionali del bacino di Krasnojarsk. 
Abakan ha una lunghezza di 327 km (calcolata con il Bol'šoj Abakan è 514 km); l'area del suo bacino è di 32 000 km². Ha una portata di 381 m³/s a 38 km dalla foce. Il fiume gela dalla seconda metà di novembre alla fine di aprile. Oltre alla città di Abakan, si trovano lungo il suo corso Abaza e il villaggio di Askiz. I suoi maggiori affluenti sono: Ujbat, Askiz e Taštyp (da sinistra) e Ona (da destra).
Nella mitologia dei Tatari dell'Altaj, il fiume Abakan è presieduto da un dio (khan, "signore"), il quale manda la pioggia sulla terra.